# アントニオ・ルナ (サッカー選手)
アントニオ・マヌエル・ルナ・ロドリゲス（Antonio Manuel Luna Rodríguez、1991年3月17日 - ）は、スペイン王国バレアレス諸島州ソン・サルベーラ出身のプロサッカー選手。FCディナモ・ブカレスト所属。ポジションは、ディフェンダー。

## クラブ経歴
セビージャFCの下部組織出身。2010年5月のUDアルメリア戦でトップチームデビュー。
2013年6月、アストン・ヴィラFCに移籍。
アストン・ヴィラ退団後の2015年、SDエイバルに加入。
2017年6月11日、レバンテUDに4年契約で移籍。
2020年9月30日、ジローナFCに移籍。
2021年7月7日、FCカルタヘナに2年契約で移籍。

## タイトル
セビージャ
- コパ・デル・レイ: 2009–10[7]